# Girisjön
Girisjön är en sjö i Vilhelmina kommun i Lappland och ingår i Ångermanälvens huvudavrinningsområde. Sjön har en area på 3,26 kvadratkilometer och ligger 678 meter över havet. Girisjön ligger i Marsfjället Natura 2000-område. Sjön avvattnas av vattendraget Krutån.

## Delavrinningsområde
Girisjön ingår i det delavrinningsområde (722567-148826) som SMHI kallar för Utloppet av Girisjön. Medelhöjden är 800 meter över havet och ytan är 18,17 kvadratkilometer. Räknas de 10 avrinningsområdena uppströms in blir den ackumulerade arean 61,41 kvadratkilometer. Krutån som avvattnar avrinningsområdet har biflödesordning 3, vilket innebär att vattnet flödar genom totalt 3 vattendrag innan det når havet efter 425 kilometer. Avrinningsområdet består mestadels av skog (33 procent), sankmarker (10 procent) och kalfjäll (39 procent). Avrinningsområdet har 3,26 kvadratkilometer vattenytor vilket ger det en sjöprocent på 17,9 procent.